# Muddy Waters Tribute Band
Die Muddy Waters Tribute Band ist eine amerikanische Bluesband, deren Mitglieder alle 1974 bis 1980 in Muddy Waters’ Band gespielt haben.

## Geschichte
Jack Randall, ein Konzertagent aus Boston, hatte die Idee, Muddy Waters zu ehren, in dem sich die Muddy Waters Band aus den Jahren 1974 bis 1980 wieder vereint. Die ersten Clubauftritte wurden gut aufgenommen und so spielte die Tribute Band in Europa beim Montreux Jazz Festival und anderen großen Festivals. 1994 gingen sie auf eine USA-Tournee mit B. B. King, Dr. John und Little Feat. Im Jahr 1995 unternahmen sie wieder eine Europatournee, “their mojo working better than ever”.

## Diskografie
- 1996 You’re Gonna Miss Me (When I’m Dead & Gone) (Erschienen auf dem Label Telarc. Erreichte Platz 12 der Billboard Blues Charts)[2]

## Gastmusiker
| - B. B. King - Dr. John - Gregg Allman - James Cotton - Buddy Guy - Levon Helm | - Junior Wells - Koko Taylor - Peter Wolf - Sonny Landreth - Billy Branch |

## Bilder

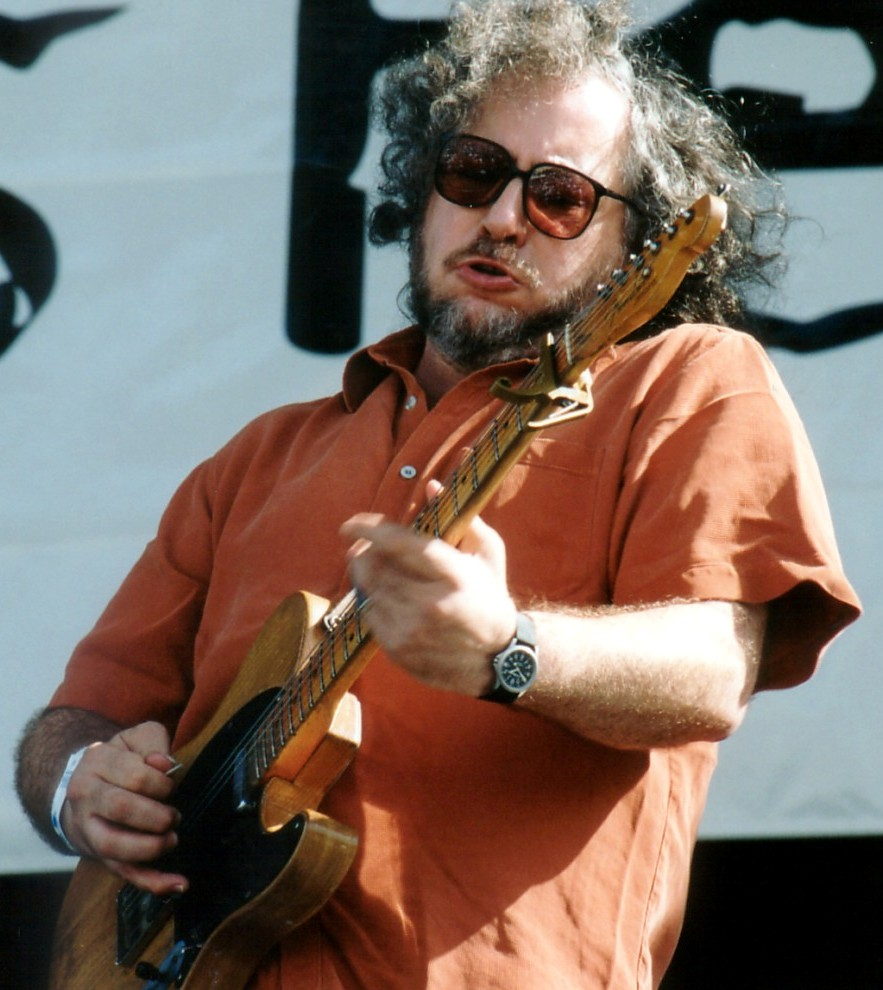
Bob Margolin, 1996
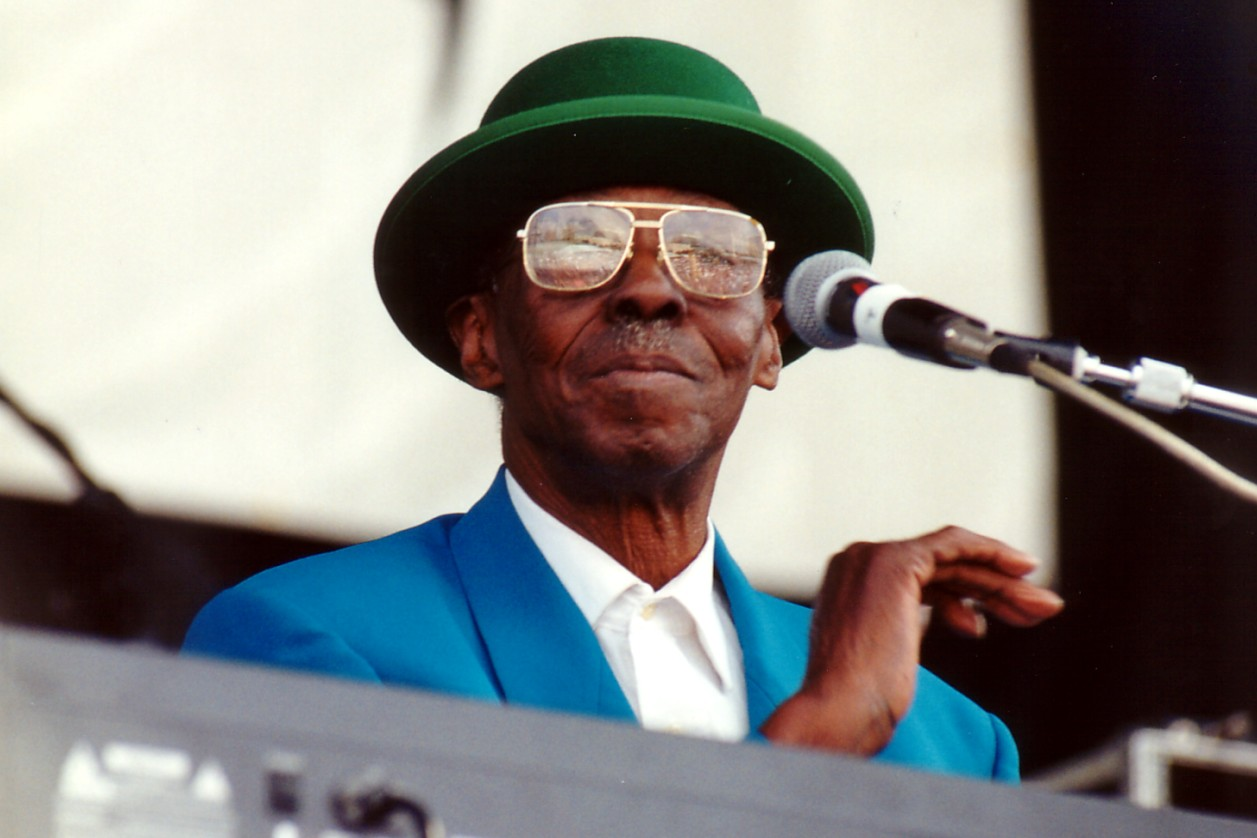
Pinetop Perkins, 2006